# Hermogenes av Priene
Hermogenes av Priene var en grekisk arkitekt omkring 200 f. Kr.
Hermogenes namn är främst knutet till den hellenistiskt-joniska stilen, där bjälkverket i stället för tandsnitt pryddes av en figurfris. I denna stil, som genom Vitruvius blev förebildlig för renässansen och senare stilar i nyare tid, genomförde Hermogenes byggandet av det i dorisk stil påbörjade Dionysostemplet på Teos samt skapade Artemistemplet i Magnesia. Hermogenes skall ha utgett skrifter om dessa byggnader.